# سفارة الجزائر في الإمارات العربية المتحدة
سفارة الجزائر في الإمارات العربية المتحدة هي أرفع تمثيل دبلوماسي لدولة الجزائر في الإمارات. تقع السفارة في مدينة أبو ظبي وهي تهدف لتعزيز المصالح الجزائرية في الإمارات.

## قائمة السفراء الجزائريين في الإمارات العربية المتحدة
| السفير             | تاريخ التعيين | تاريخ انتهاء المهام | ملاحظات |
| ------------------ | ------------- | ------------------- | ------- |
| عبد الكريم طواهرية | 22 أغسطس 2019 | إلى غاية الآن       |         |
| صالح عطية          |               | 22 أغسطس 2019       |         |
|                    |               |                     |         |

## روابط خارجية
- سفارة الجزائرأبو ظبي
- سفارة الإمارات بالجزائر